# Sielsowiet Raduń
Sielsowiet Raduń (biał. Радунскі сельсавет; ros. Радунский сельсовет) – sielsowiet na Białorusi, w obwodzie grodzieńskim, w rejonie werenowskim, z siedzibą w Raduniu. Od północy graniczy z Republiką Litewską.

## Demografia
Według spisu z 2009 passowiet Raduń i osiedle typu miejskiego Raduń zamieszkiwało 4547 osób, w tym 3788 Polaków (83,31%), 393 Białorusinów (8,64%), 104 Rosjan (2,29%), 96 Romów (2,11%), 85 Litwinów (1,87%), 20 Ukraińców (0,44%), 4 Uzbeków (0,09%), 3 Łotyszy (0,07%), 7 osób innych narodowości i 47 osób, które nie podały żadnej narodowości.
W Raduniu mieszkało 2673 osób. Skład narodowościowy wyglądał następująco: 2162 Polaków (80,88%), 280 Białorusinów (10,48%), 79 Rosjan (2,96%), 71 Romów (2,66%), 56 Litwinów (2,10%), 16 Ukraińców (0,60%), 6 osób innych narodowości i 3 osoby, które nie podały żadnej narodowości.
Na wsi mieszkało 1874 osób, wśród których było 1626 Polaków (86,77%), 113 Białorusinów (6,03%), 29 Litwinów (1,55%), 25 Rosjan (1,33%), 25 Romów (1,33%), 4 Ukraińców (0,21%), 3 Uzbeków (0,16%), 2 Łotyszy (0,11%), 3 osoby innych narodowości i 44 osoby, które nie podały żadnej narodowości.

## Historia
23 stycznia 2014 połączono passowiet Raduń i osiedle typu miejskiego Raduń tworząc sielsowiet Raduń.

## Miejscowości
- osiedle typu miejskiego:
  - Raduń
- wsie:
  - Bartoszyszki
  - Dowgieliszki
  - Horodyszcze
  - Janopol
  - Jatowty
  - Juciuny
  - Kiemejsze
  - Kozakowszczyzna Nowa
  - Kozakowszczyzna Stara
  - Kurki
  - Miadziusze
  - Możejki
  - Orle
  - Paluńce
  - Paszkiewicze
  - Piencieniszki
  - Pocieluńce
  - Popiszki
  - Posada
  - Pusiawory
  - Składańce
  - Smilginie Nowe
  - Smilginie Stare
  - Soliszki
  - Straczuny
  - Talkuńce
  - Ułanowszczyzna
  - Waszkiele
  - Wigańce
  - Wojkuńce
- chutory:
  - Andziulewicza
  - Kuźmickaha (hist. Poraduń)
  - Nosowicze
  - Prantkilewicza
  - Radziewicza (hist. Biały Dwór)